# Parteiensystem
Das Parteiensystem eines Staates umfasst die einzelnen politischen Parteien und das Beziehungsgeflecht zwischen ihnen. Schon zur Entstehungszeit der ersten Parteien wurden Erklärungen dafür gesucht, weshalb es (unterschiedliche) Parteien gibt und weshalb sich gerade ein spezifisches Parteiensystem in einem Land zu einer gewissen Zeitperiode ausgebildet hat.
In den modernen demokratischen Systemen geschieht die Wählermobilisierung und Konfliktverarbeitung über den Parteienwettbewerb. Das Parteiensystem ist Teil des intermediären Systems, in dem Vermittlungsleistungen zwischen Wählern und Regierungssystem erbracht werden müssen. Die Systemfunktion des Parteiensystems ist daher zuvorderst die Stabilität des politischen Systems zu gewährleisten, insbesondere durch die Bewerkstelligung notwendigen politischen Wandels, zur Anpassung an sich ändernde Rahmenbedingungen.
Das augenfälligste Kennzeichen und Unterscheidungsmerkmal zwischen Parteiensystemen ist die Anzahl der (relevanten) Parteien. Danach wurden unterschieden: Ein-, Zwei-, Mehr- und Vielparteiensysteme, und noch weitere Konstruktionen, wie z. B. das so genannte Zwei-Einhalb-Parteiensystem der Bundesrepublik Deutschland zwischen etwa Ende der 1950er Jahre bis zum Aufkommen der Grünen Anfang der 1980er Jahre.
Die ideologische Distanz zwischen den Parteien, und damit die (Un-)Möglichkeit, eine gemeinsame Regierungskoalition zu bilden, ist eine weitere wichtige Eigenschaft eines Parteiensystems. Es herrscht zwar noch keine Einigkeit über alle relevanten Eigenschaften, doch kann man mindestens sieben unterscheiden: Fragmentierung (Parteienanzahl), Asymmetrie (Größenverhältnisse), Volatilität (Größenänderungen zwischen Wahlen), Polarisierung (ideologische Distanz), Legitimität (Akzeptanz durch Bevölkerung), Segmentierung (Abschottung der Parteien bezüglich Koalitionsbildung) und Regierungsstabilität (Dauer der Regierungskoalitionen).
Die Frage, weshalb sich gerade ein bestimmtes Parteiensystem entwickelt hat, wurde in der älteren institutionalistischen Parteienforschung mechanistisch durch das existierende Wahlsystem erklärt. So besagt etwa Duvergers Gesetz konsequent gedacht, dass es unter einem relativen Mehrheitswahlrecht zur Ausbildung eines Zweiparteiensystems kommt (Westminster-System). Dies ist allerdings selbst für das namensgebende Beispiel Großbritannien kaum jemals erfüllt gewesen (heute z. B. Liberal Democrats und Scottish National Party). Die institutionelle Sicht ist allerdings für Diktaturen und Länder, in denen das Ausmaß der Repression eine freie Parteienbildung und -entwicklung behindert, ausschlaggebend.
Unter den Bedingungen moderner liberal-demokratischer Systeme, wie sie heute vorwiegend und vor allem in den westlichen Industrieländern vorherrschen, ist die Bildung von Parteien und ihre Teilnahme an Wahlen in der Regel sogar verfassungsrechtlich garantiert. Dabei hat sich gezeigt, dass mehr noch als das Wahlsystem, die Sozialstruktur mit ihren gesellschaftlichen Konfliktlinien, die existierenden Gesellschaftsmilieus und die dominierenden Interessenkonstellationen der Bürger für die Herausbildung und Erklärung von Parteiensystemen bestimmend sind.

## Eigenschaften von Parteiensystemen
Parteiensysteme lassen sich laut dem Parteienforscher Oskar Niedermayer grob nach zwei Unterscheidungsmerkmalen unterscheiden: 1. Strukturell, d. h. nach der Zahl der Parteien, oder 2. inhaltlich, d. h. nach den Verhaltensmustern, insbesondere den angewandten Konfliktstrategien und den ideologischen Distanzen. Um zu einer genaueren Beschreibung zu gelangen, kann man die Parteien als Teil des intermediären Systems und ihre Aufgaben darin bezüglich Wahlen und Regierung betrachten. Damit lassen sich auch in den Eigenschaften von Parteiensystemen eine elektorale und eine gouvernementale Dimension unterscheiden. Zu den Eigenschaften gehören Fragmentierung, Asymmetrie, Volatilität, Polarisierung und Legitimität (elektoral) bzw. Segmentierung und Regierungsstabilität (gouvernemental) innerhalb des Parteiensystems.

### Fragmentierung
Die Fragmentierung, d. h. der Grad der Zersplitterung oder Konzentration der Parteienlandschaft, war einer der ersten benutzten Typologisierungsmerkmale. Ein reines Abzählen der existierenden Parteien wirft aber zwei Probleme auf:
1. Klein- bzw. Kleinstparteien, die nur wenige Mitglieder haben oder nur wenige Wahlstimmen auf sich versammeln können, sind für die Beurteilung der Funktion eines Parteiensystems irrelevant, sollten beim Abzählen also nicht berücksichtigt werden (Deutschland hätte sonst nicht sieben relevante Parteien, sondern viele Dutzende). Diskutabel ist, ab wann Parteien als relevant oder etabliert gelten.
2. Auch nach der Wahl einer Relevanzuntergrenze bleibt das Problem, dass in ihrer Größe sehr unterschiedliche Parteien gleich gezählt und gewichtet würden. Die Parteienfragmentierung eines Landes mit zwei etwa gleich starken Parteien (Zweiparteiensystem) würde ebenso mit „2“ gezählt wie das Parteiensystems einer Schein-Demokratie mit einer Partei mit zum Beispiel über 90 % und einer zweiten gerade um die 5 %. Das wäre aber ein nichts sagender Indikator.

Deshalb wird neben der reinen Anzahl der Parteien auch ihr unterschiedliches Gewicht berücksichtigt. Oft geschieht dies mittels der so genannten „effektiven Parteienanzahl“. Diese ist gleich der tatsächlichen Anzahl, wenn alle Parteien gleich groß sind (z. B. jede von 2 Parteien besitzt 50 % oder von dreien 33 %), wird aber nahezu 1, wenn die Dominanz einer Partei sehr groß ist (z. B. eine Partei über 90 %). Damit kann auch vermieden werden, dass eine notwendige, aber letztlich immer willkürlich bleibende, Parteimindestgröße das Ergebnis verfälscht.

### Asymmetrie
Hiermit beschreibt man das Größenverhältnis der beiden größten Parteien. Diese sind in der Regel auch die Hauptkonkurrenten um die Stellung der Regierungsmehrheit und stellen damit auch die wichtigsten Exponenten ihres jeweiligen politischen Lagers dar (z. B. SPD für das linke Lager und CDU für das konservative Lager in Deutschland). Hiermit kann auch geklärt werden, ob eine Partei wegen ihres größeren längerfristigen Wählerpotentials über strukturelle Vorteile bei der Erlangung der Regierungsmacht verfügt.

### Polarisierung
Für die Stabilität eines Regierungssystems ist gerade auch die prinzipielle Einigungsmöglichkeit und Kompromissfähigkeit der politischen Gruppen nötig. Um dies zu erfassen, wurde von Giovanni Sartori der Grad der Polarisierung der Parteien erfasst, der die ideologische Distanz zwischen ihnen zum Ausdruck bringt. Dazu werden die einzelnen Parteien durch Dokumentenauswertung, Expertenbefragung oder Bevölkerungseinschätzungen (welche erstaunlicherweise meist identische Ergebnisse zeitigen) ideologisch positioniert, meist entlang einer Rechts-Links-Skala. Als aussagekräftige Größe kann dann die Distanz zwischen den beiden ‚extremsten‘ Parteien dienen, oder eine mittlere Distanz unter Einbeziehung aller Parteien.
Sartoris Klassifizierung von Parteiensystemen nach der ideologischen Polarisierung
1. Zweiparteiensysteme sind ein Idealtypus, der kaum je in der Realität vorkommt. Selbst Großbritannien, Kanada oder Neuseeland, als klassische Beispiele des Westminstermodells (mit eigentlich nur 2 Parteien), waren nur insofern Zweiparteiensysteme, als sie versuchten an der abwechselnden Regierungsstellung, durch eine der beiden großen Parteien, ohne Koalition festzuhalten.
2. Im gemäßigten Pluralismus haben die relevanten Parteien oft nur eine geringe ideologische Distanz, neigen zur polaren Koalitionsbildung und bevorzugen den zentripetalen Wettbewerb. Man kann dabei aber drei Untertypen unterscheiden:
a) alternierende Regierung ohne Koalition möglich (GB, Kanada, Österreich bis in 1980er);
b) Regierung nur mit Koalition möglich (Australien, BRD vor 2017);
c) Koalitionen der Mitte oder große Koalitionen, oft als tolerierte Minderheitsregierung (Benelux-Staaten, nordische Länder außer Finnland, Schweiz).
3. Der polarisierte Pluralismus, welcher sich durch eine hohe Parteienzahl mit einer großen ideologischen Distanz untereinander und zum politischen System selbst auszeichnet, ist heute kaum mehr vom gemäßigten Pluralismus zu unterscheiden. Die Grenze wurde von Sartori noch zwischen fünf bis sechs Parteien verortet. Heute sind aber vor allem echte Antisystemparteien kaum mehr aufzufinden. Daher sollte auch dieser Typ unterteilt werden:
a) polarisierter Pluralismus mit Fundamentalopposition von rechts und links (Weimarer Republik, Bundesrepublik Deutschland ab 2017, Zweite Spanische Republik);
b) mit regierungsfähigen Mitteparteien (Frankreich, Israel, Finnland, Italien)
4. Systeme mit einer dominanten Partei, die meist die Regierung bildet und nur durch eine Koalition (fast) aller anderen Parteien abgelöst werden kann/könnte (Mexiko)

### Volatilität
Ein Parteiensystem kann relativ statisch oder sehr veränderbar und wandlungsfähig sein. Mit der Volatilität versucht man die Stärke der Veränderungen der Parteigrößen, über ihre Wählerstimmen zwischen z. B. zwei aufeinander folgenden Wahlen zu erfassen. In der vergleichenden Analyse werden nach dem sog. „Pedersen-Index“ die Gewinne aller Parteien bei einer Wahl im Vergleich zur vorangegangenen Wahl summiert. Somit sind zwar keine Aussagen über den individuellen Wechselwähler möglich, wohl aber eine Bewertung der Veränderungsdynamik des Systems insgesamt.

### Legitimität
Eine weitere wichtige Systemeigenschaft ist die Legitimität des Parteiensystems in den Augen der Bürger. Nach systemtheoretischen Überlegungen im Anschluss an Easton, dürfen dabei nicht die Verhaltensweisen der Bürger, wie z. B. die Wahlbeteiligung, als Maßstab genommen werden, sondern nur die Orientierungen und Einstellungen der Menschen zum gesamten Parteiensystem. Die Messung dieser so genannten diffusen Systemunterstützung geschieht daher über repräsentative Bevölkerungsumfragen. „Diffus“ ist dabei besser als eine nur „spezielle“ Systemunterstützung, die sich nur auf einzelne Elemente bezieht, wie z. B. nur Zustimmung zu einzelnen Gesetzesinitiativen, bei gleichzeitig möglicher Ablehnung des (Parteien-)Systems als Ganzem.

### Segmentierung
Die Segmentierung des Parteiensystems beschreibt eine der zwei Eigenschaften, die zur regierungsbildenden Funktion und Dimension des Parteiensystems gehören. Damit ist das Ausmaß der Abschottung der Parteien untereinander bezüglich möglicher Koalitionsbildungen gemeint. Eine Erfassungsmöglichkeit ist, die politisch nicht möglichen Koalitionen gegen die theoretisch vorhandenen Möglichkeiten zu gewichten.

### Regierungsstabilität
Viele politische Entscheidungen müssen lange vorbereitet werden, gerade innerhalb von Koalitionsregierungen. Daher ist zur Stabilität des politischen Systems als Ganzem auch ein gewisses Mindestmaß an Stabilität der einzelnen (Koalitions-)Regierungen notwendig. Dies kann erfasst werden durch die durchschnittliche Dauer von Regierungskonstellationen.

## Erklärung der Entwicklung von Parteiensystemen
Auf die Entwicklung politischer Parteien wirken zum einen politisch-institutionelle Rahmenbedingungen, wie die Art des Regierungssystems (parlamentarisch vs. präsidentiell, föderativ vs. unitarisch) und besonders des Wahlrechts. Zum anderen wird die historische Entwicklung und die sozialstrukturelle Basis zur Erklärung herangezogen. Aber auch ökonomische Theorien der Politik erläutern in Anbetracht von Wettbewerbsregeln das Zusammenspiel und Entstehen von Parteien.

### Institutionelle Ansätze (Wahlsystem)
Hierunter fallen Ansätze, die das Parteiensystem in einem Land aus den bestehenden Regelungen zum Wahlsystem zu erklären versuchen. Eine zentrale Rolle spielt dabei die Unterscheidung zwischen Staaten mit Mehrheitswahlrecht und solchen mit Verhältniswahlrecht. Das Mehrheitswahlrecht begünstigt danach die Konzentration der Wählerstimmen auf zwei Parteien, wohingegen das Verhältniswahlrecht eine Vielzahl von Parteien unterstützt. Bei einem absoluten Mehrheitswahlrecht gewinnt in der Regel eine Partei oder eine vor der Wahl bestimmte Koalition eine regierungsfähige Mehrheit. Die relative Mehrheitswahl hemmt die Zersplitterung des Parteisystems und belohnt Zusammenschlüsse von Wählergruppen. Neue Parteien können sich unter dem Mehrheitswahlrecht nur äußerst mühsam etablieren. Es bilde sich tendenziell ein Zweiparteiensystem heraus.
Empirisch ist die Lage zwar komplizierter, als theoretische Annahme kann sie aber plausibel begründet werden. Nach Duvergers Gesetz wird in einem Wahlsystem mit relativem Mehrheitswahlrecht (z. B. Großbritannien, USA) ein Zweiparteiensystem entstehen, weil unter diesen Bedingungen die Stimmen innerhalb eines Wahlkreises, die für die Verlierer (alle übrigen, außer dem mit den meisten Stimmen) abgegeben werden, die Sitzverteilung im Parlament nicht beeinflussen, mithin verloren sind. Um seine Position überhaupt im Parlament vertreten zu sehen, ist es aus Wählersicht also rational einer größeren Partei, die zumindest gewisse Aussichten hat den Wahlkreis zu gewinnen, seine Stimme zu geben. Durch diese Bevorzugung größerer Parteien durch den Wähler, besteht auch ein Anreiz für die sich zur Wahl stellenden politischen Gruppierungen, sich zu verbinden und Wählerallianzen zu schließen. Nur so haben dann auch Minderheitenpositionen eine Chance, im Parlament vertreten zu sein. Dieses Verbinden dauert, konsequent zu Ende gedacht, so lange an, bis sich in einem solchen Wahlsystem nur noch zwei Parteien zur Wahl stellen. Diese können durchaus wechselnde Wählerallianzen umfassen, womit dann auch die notwendige Anpassungsfähigkeit an sich verändernde gesellschaftlichen Rahmenbedingungen gewährleistet werden kann.
Mit der Einordnung nach Zwei- und Vielparteiensystemen sind auch Vorstellungen verbunden, wonach erstere nach dem englischen Westminster-Modell stabile Regierungen und häufige Regierungswechsel hervorbringen würden. Es bestehe ein intensiver, konfliktreicher Wettbewerb und ein klares ideologisches und soziales Profil zwischen der „linken“ und der „rechten“ Partei. In dem sich unter Verhältniswahlrecht ergebenden Vielparteiensystem, existiere dagegen ein heilsamer Zwang zu Kooperation und Kompromiss. Die politischen Systeme der Schweiz, der Niederlande oder Österreichs sind deshalb durch ein Konkordanzsystem gekennzeichnet. Politik wird dort weniger durch Mehrheits-, sondern mehr nach Einstimmigkeitsregeln entschieden.
Die real existierende Vielfalt von Parteien zeigt allerdings, dass das Wahlsystem als alleinige Variable zur Erklärung der Parteienkonstellation nicht ausreicht. Auch in Ländern mit Mehrheitswahlrecht bilden sich häufig mehr als zwei bedeutsame Parteien (z. B. Scottish National Party und Liberals im Ursprungsland des Westminster-Modells). Die Konzentration ist dabei umso ausgeprägter, je niedriger das gesellschaftspolitische Konfliktniveau eines Landes ist. Lediglich die meist tatsächlich höhere durchschnittliche Parteienzahl in Wahlsystemen mit Verhältniswahlrecht kann durch diesen Mechanismus erklärt werden.

### Sozialstrukturelle Ansätze
In den gegenwärtig existierenden Parteien haben sich nach den soziostruktruellen Ansätzen die gesellschaftlichen Auseinandersetzungen und Konflikte bei der Bildung moderner Staaten niedergeschlagen und erhalten. Abhängig von der Rolle, die die gesellschaftliche Spaltung zwischen Kapital und Arbeit, die Spannungen zwischen industriellem und agrarischem Sektor oder die religiösen und ethnischen Konflikte spielten, haben sich auch verschiedene Parteiensysteme und soziale Milieus herausgebildet.

#### Konfliktlinien (cleavages)
Seymour Martin Lipset und Stein Rokkan haben in den 1950er/60er Jahren mit der Cleavage-Theorie ein einflussreiches Entwicklungsmodell für Parteien entworfen. Dabei sind Parteien der Ausdruck von sozialstrukturellen Konfliktlagen (cleavages). Neben dem Klassenkonflikt (cleavage „Arbeit versus Kapital“) nennen die Wissenschaftler auch noch historische Konflikte wie „Stadt vs. Land“, „Zentrum vs. Peripherie“ und „Kirche vs. Staat“. In den folgenden Jahrzehnten entstanden weitere Konfliktlinien, wie die von Ronald Inglehart definierte cleavage „Postmaterialismus vs. Materialismus“ oder die damit verwandte cleavage „Ökologie vs. Ökonomie“.
Bei geschichtlich frühzeitiger Lösung dieser Konflikte gibt es keine Notwendigkeit für das Entstehen eigener Parteien (z. B. England). Dauern aber Konflikte länger an und überkreuzen sich, so ist eine vermehrte Parteibildung wahrscheinlich (z. B. Weimarer Republik). Solche zersplitterten Parteisysteme erschweren die Kompromiss- und Mehrheitsbildung.
Für das westeuropäische Parteiensystem diagnostizierten Lipset und Rokkan ein Einfrieren der Parteiensysteme von den 1920er bis in die 1960er Jahre. Eine erklärbare Ausnahme bildete u. a. die Bundesrepublik. Doch auch hier war die Cleavage-Theorie anwendbar: „Stadt vs. Land“ war zwar durch die Nachkriegsmobilität verwischt, aber „Arbeit vs. Kapital“ blieb brisant zwischen dem bürgerlichen Lager aus CDU/CSU und FDP gegenüber der SPD. „Religiös vs. Säkular“ war hingegen aktuell zwischen CDU/CSU gegenüber SPD und FDP. Die treuesten Stammwähler, ebenso wie die aktiven Parteimitglieder, kamen aus gut beschreibbaren sozialen Gruppen (SPD-gewerkschaftlich, nicht kirchlich orientiert; CDU/CSU-kirchlich gebunden aus dem Mittelstand; FDP-kirchlich ungebunden, aus bürgerlichem, altem Mittelstand).

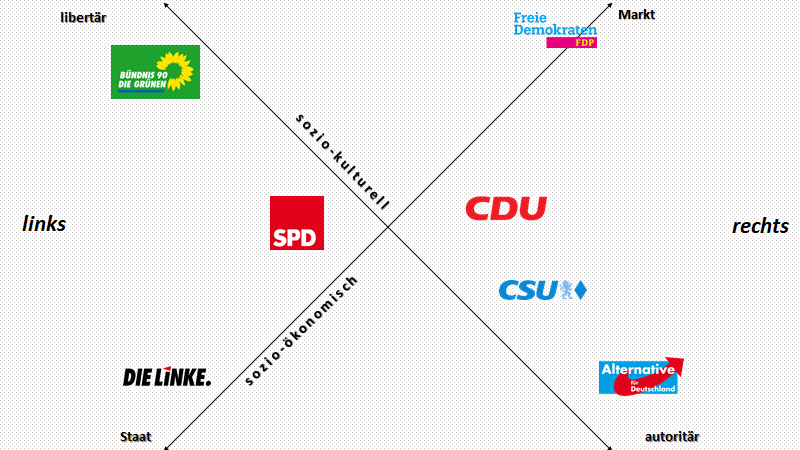
Konfliktlinien, Darstellung nach Frank Decker

Das Aufbrechen der Berufsstruktur seit den 1960er Jahren (weniger Arbeiter, mehr Dienstleistungen, Angestellte und Beamte) und das Erstarken postmaterialistischer Orientierungen durch den Wertewandel und die Neuen sozialen Bewegungen seit den 1970er Jahren macht die Zuordnung von Konfliktlinien und Parteien immer fragwürdiger. Für die 1990er Jahre in der BRD haben Scott C. Flanagan und Herbert Kitschelt als neue bedeutsame Konfliktlinien diagnostiziert: „Marktfreiheit vs. Soziale Gerechtigkeit“ (sozio-ökonomische Konfliktlinie) und „autoritäre vs. libertäre Gesellschaftsauffassung“ (sozio-kulturelle Konfliktlinie).
Zudem vermutete Kitschelt, dass sich die gesamtdeutsche Parteienkonkurrenz entlang einer Diagonale von sozial-libertärer Politik bis hin zu neoliberal-autoritärer Politik sortieren lasse. Tatsächlich konnten Gero Neugebauer und Richard Stöss empirisch diese Bündelung der beiden Konfliktdimensionen zeigen. Knapp 90 Prozent der Befragten ließen sich so einordnen. Die restlichen 11,5 Prozent äußerten sich politikverdrossen und nicht entlang weiterer Konfliktlinien. Die so zusammengefasste Konfliktlinie bezeichnen sie als „sozial-libertär vs. neoliberal-autoritär“. Trotz erheblicher Unterschiede zwischen Ost- und Westdeutschland (zum Teil innerhalb der Parteien größer als zwischen den Parteien innerhalb eines Landesteils), kann man entlang dieser neuen Achse, die Einstellungen der Parteianhänger ordnen.

#### Sozial-moralische Milieus
M. Rainer Lepsius schlug 1966 eine Theorie vor, welche speziell auf das deutsche Parteiensystem von der Reichsgründung 1871 bis zur Weimarer Republik zielte. Die besondere Stabilität des deutschen Parteiensystems beruhte danach auf der engen Verbindung von Parteien mit geschlossenen Sozialmilieus. Die Parteien sind dabei auf ihre traditionellen Milieus fixiert und außer Stande neue Wählergruppen anzusprechen. Dadurch werden die bestehenden Konfliktlinien auch immer wieder aufs Neue durch die Wählermobilisierung der Parteien stabilisiert. Lepsius unterschied für die von ihm untersuchte Zeitspanne vier sozialmoralische Milieus: das katholische (Zentrum), das konservativ-protestantische auf dem Land (Konservativ), das protestantisch-bürgerliche in den Städten (Liberale) und das sozialdemokratische Sozialmilieu unter den Arbeitern und Handwerkern (Sozialisten und Kommunisten).
Wichtiger als die konkrete Differenzierung ist dabei Lepsius’ Idee, dass diese Milieus auf vorpolitische soziale Ordnungsgebilde zurückgehen und so eine eigene politisch-soziale Subkultur entwickelten. Erst die Schlussphase der Weimarer Republik führte zur Auflösung des über 60 Jahre stabilen Parteiensystems. Insbesondere die NSDAP sammelte, wie die Volksparteien heute, ehemals verschiedenste soziale Gruppen unter einem Dach.
Trotz weitgehender Auflösung dieser starken Verbindungen zwischen Milieu und Partei, wurde doch immer wieder nachgewiesen, dass in einigen Regionen auch weiterhin mit einigem Recht von sozialmoralischen Milieus gesprochen werden kann. So überdauerte etwa in bestimmten starken Hochburgen des Ruhrgebietes ein gewerkschaftsnahes, sozialdemokratisches Milieu (zumindest bis in die 1990er Jahre) und auch in so manchen ländlichen Diasporagebieten Süddeutschlands existieren bis heute starke katholische Sozialmilieus mit Hang zur CDU/CSU.
Die Parteiidentifikation in Deutschland nimmt dabei insgesamt weiter ab, wobei in den 1990er Jahren im Westen eine Stagnation bei der CDU/CSU und ein langsamer Rückgang unter den SPD-Wählern zu verzeichnen ist. Im Osten gibt es neben dem leichten Rückgang bei der SPD, eine deutliche Zunahme der Parteiidentifikation unter Anhängern der PDS und vor allem der CDU. Ursache ist die schwächer werdende Identifikation von Wählern aus dem Arbeitermilieu, bei gleichzeitiger Stabilisierung der Identifikation mit christdemokratischer Politik innerhalb der katholischen, bzw. allgemein, der „Kirchgänger-“ Milieus in Ost wie West. Das niedrigere Niveau der Parteiidentifikation in Ostdeutschland, erklärt dabei die geringere Wahlbeteiligung und die höhere Volatilität der Wahlergebnisse. Außerdem ist in Ostdeutschland die Parteibindung auch weniger sozialstrukturell vermittelt. Eine höhere Identifikation hat einen erheblichen Einfluss auf die Wahl (erklärt 80–95 % der Wahlentscheidungen). Bei Ostdeutschen ohne Parteibindung hat die Einstellung zum Sozialismus einen großen Einfluss auf die Wahlentscheidung. Hierin sind PDS und CDU-Wähler stark polarisiert, wogegen die SPD für alle wählbar war (in den Wahlen 1998/2002).
Die acht Sozialmilieus der sinus-Studie von 1984 haben sich zwar in der Soziologie etabliert, sind aber für die Erklärung von Parteien nur schlecht geeignet, da diese Milieus weder trennscharf sind, noch überhaupt traditionelle „Milieus“ im Sinne Lepsius sind, in denen gemeinschaftlich agiert oder, mindestens ansatzweise, miteinander kommuniziert wird. Die sozialen Gruppen sind hier nur über sozioökonomische und ideologische Merkmale definiert. Eine intensivere Koppelung sei aber in der „nivellierten Mittelstandsgesellschaft“ auch immer weniger zu erwarten, erwidern die Befürworter dieser Sozialmilieukonstruktion.

### Ökonomische Theorie-Ansätze
Ökonomische Theorien der Politik sind ein wichtiges Instrument im „analytischen Werkzeugkasten“ der Politikwissenschaft. Ihre Besonderheit ist, dass sie das theoretische und methodische Instrumentarium der Wirtschaftswissenschaften zur Erklärung politischer Phänomene sowie das Handeln von Parteien aus ökonomischer Sicht erklärbar machen. Wenn auch nicht unumstritten, so kann kaum bezweifelt werden, dass sie das Verständnis der Funktionsweise und inneren Logik politischer Institutionen und Prozesse deutlich erweitert haben.

#### Konkurrenztheorie
Josef P. Schumpeter hat in seinem sehr einflussreichen Buch „Kapitalismus, Sozialismus und Demokratie“ eine neue Formulierung der Theorie der parlamentarischen Demokratie vorgenommen. Schumpeter definierte die demokratische Methode als „diejenige institutionelle Art zur Gewinnung politischer Entscheidungen, in dem Individuen die Befugnis zur Entscheidung durch einen Wettkampf um die Stimmen des Volkes erlangen.“ Damit entfiel nach Schumpeter die unrealistische Annahme, dass die Wähler über jede einzelne Frage eine bestimmte und rationale Meinung haben müssten.
Bei dem Wettbewerb um die Mehrheit der Wählerstimmen kommt den Parteien eine besondere Bedeutung zu: „Eine Partei ist eine Gruppe, deren Mitglieder übereinkommen, im Wettkampf um die politische Macht koordiniert zu handeln.“ Dabei geht es den Parteien nicht so sehr um die Verwirklichung bestimmter politischer Inhalte als um die Mehrheit und damit um die Möglichkeit, politische Ämter zu besetzen. Die Entscheidung politischer Streitfragen ist bei dieser Interpretation gewissermaßen nur ein Nebenprodukt des Kampfes um Mehrheiten.
Schumpeters Annahmen wie ein fehlendes politisches Interesse und eine geringe politische Beteiligung bei einem Großteil der Bevölkerung sowie ein nichtexistenter Gemeinwille, sondern unterschiedliche wirtschaftliche und politische Interessen, die die Gesellschaft spalten, sind auch im 21. Jahrhundert für den politischen Diskurs von großer Bedeutung.
Der Politikwissenschaftler Przeworski betont ebenfalls den Konkurrenzcharakter von Demokratie: „Demokratie ist ein System, in dem Parteien Wahlen verlieren. Es gibt Parteien, unterschiedliche Interessen, Werte und Meinungen. Es gibt durch Regeln organisierten Wettbewerb. Und es gibt periodisch Gewinner und Verlierer.“ In Anlehnung an Joseph Schumpeters Konkurrenztheorie analysiert Przeworski aus spieltheoretischer Perspektive Demokratie als das unsichere Ergebnis von Interessenkonflikten: „Demokratie ist ein System, mit Konflikten zu verfahren, bei dem die Ergebnisse vom Handeln der beteiligten abhängen, ohne daß eine einzelne Kraft die Geschehnisse kontrolliert. Die Ergebnisse der Konflikte sind keiner der konkurrierenden politischen Kräfte im Voraus bekannt, da die Konsequenzen ihres Handelns vom Handeln anderer abhängt, das wiederum nicht vorhersehbar ist. (...) Demokratie erzeugt Unsicherheit, da sie ein System dezentralisierten strategischen Handelns ist.“

#### Ökonomische Theorie der Demokratie
Die theoretische Grundlage dieser Ansätze ist die „Ökonomische Theorie der Demokratie“ von Anthony Downs, welche Parteien als Organisationen zur Stimmenmaximierung auf dem Wählermarkt auffasst. Dabei handeln sowohl die Mandatssucher, als auch die Wähler ganz unideologisch und versuchen nur ihre je eigenen Interessen durchzusetzen (ihren Nutzen zu maximieren).
Als Ausgangspunkt seiner Theorie nimmt Downs die auch von Joseph Schumpeter formulierte, provokative Idee auf, dass man strikt zwischen der privaten Motivation einer Handlung und ihren sozialen Funktionen unterschieden müsse. Diese Ausgangsthese bedeutet, dass man die individuellen Gründe, die eine Person zu ihrem Handeln motivieren, nicht gleichsetzen darf und soll mit den daraus entstehenden gesellschaftlichen Folgen. Der Anbau von Getreide durch einen Landwirt oder das backen von Brot von einem Bäcker erfüllen eine gesellschaftliche Funktion, nämlich die, zur Ernährung der Gesellschaft beizutragen. Allerdings baut weder der Landwirt Getreide an, noch backt der Bäcker hieraus Brot, um die Gesellschaft zu ernähren, vielmehr ist für beide der eigentliche Antrieb die höchst private Motivation, den eigenen Lebensunterhalt zu gewährleisten. Diese Unterscheidung ist aus ökonomischer Sicht selbstverständlich und völlig einsichtig. Sie postuliert, dass man sich auf das Prinzip der „privaten Motivation“ verlassen kann, wenn es darum geht, gesellschaftliche Funktionen zu erfüllen (wie z. B. die marktwirtschaftliche Güterproduktion). Der politischen Theorie und der Demokratietheorie war bis zu Schumpeter und Downs diese Idee, zumindest in solch einer expliziten Ausformulierung, weitgehend fremd. Gängig war, wie das auch heute noch in vielen Fällen weiterhin angenommen wird, die Vorstellung, dass die politischen Akteure sich an einem, wie auch immer definierten, Allgemeinwohl orientieren und ihre Tätigkeiten an diesem Maßstab ausrichten. Schumpeter und in seiner Nachfolge Downs wenden sich explizit gegen die normative Aufladung dieser Ansicht und setzen dem eine positive Theorie der Demokratie entgegen. „Positiv“ heißt hier, dass nicht beschrieben wird, wie eine Demokratie funktionieren soll, sondern ein Modell dafür geliefert wird, wie sie wirklich ist, wie sie tatsächlich, faktisch funktioniert.
Die analytische Trennung zwischen privater Motivation und sozialer Funktion sowie der Verzicht auf normative Aussagen lässt die Demokratie in der Downs´schen Perspektive in völlig neuem Licht erscheinen. Aus dieser Sicht ist sie schlicht eine Methode der Regierungsauswahl bzw. des Regierens. Wähler und Parteien treffen auf einem politischen Markt aufeinander, wobei letztere um die Stimmen ersterer konkurrieren. Dieser politische Markt folgt der gleichen Funktionslogik wie jeder andere ökonomischer Marktmechanismus auch: rationale und Eigennutz maximierende Unternehmer (hier: Parteien) entwickeln Produkte (hier: politische Programme und Lösungsvorschläge), um mit diesen einen möglichst hohen Gewinn (hier: Wählerstimmen oder öffentliche Ämter) zu erzielen. Die ebenso rationalen und Eigennutz maximierenden Konsumenten (hier: Wähler) wägen zwischen den verschiedenen angebotenen Produkten (hier. Wahlprogramme) ab und entscheiden sich für das beste Angebot (hier: Wahl der bevorzugten Partei).
Damit sind bereits die beiden entscheidenden Prämissen, die der ökonomischen Theorie der Demokratie zugrunde liegen und auf denen Downs gesamtes Modell aufbaut, genannt:
1. Einziges Ziel von Parteien ist der Wahlsieg. Sie streben diesen an, um die materiellen und immateriellen Vorteile, die mit einer Ämterübernahme verbunden sind (Prestige, Macht, Einkommen etc.), nutzen und genießen können. Sie formulieren also politische Programme, um Wahlen zu gewinnen. Die Umkehrung, Parteien wollen Wahlen gewinnen, um ihre Programme umzusetzen, gilt allerdings nicht.
2. Wähler vergleichen die zur Wahl antretenden Parteien und geben ihre Stimme so ab, dass ihnen aus den Tätigkeiten der gewählten Regierung ein möglichst großer eigener Nutzen entsteht.[5]

#### Rationale Parteien: Der demokratische Wettbewerb (Medianwählertheorem)
Im Modell von Downs streben Parteien nach Nutzenmaximierung. In ihrem Fall geht es um die Maximierung ihres Stimmenanteils. Wie nun lässt sich rationales Verhalten von Parteien analytisch fassen und explizieren?
Nach Downs gibt es eine entscheidende Kontextbedingung, an der die Parteien ihr Handeln ausrichten: die Verteilung der Wählerpräferenzen. Hierzu stelle man sich ein Modell vor, in welchem die Präferenzen der Wähler auf einem ideologischen Links-Rechts-Kontinuum dargestellt sind. Jeder Punkt der horizontalen Achse repräsentiert einen möglichen ideologischen Standpunkt, der jeweils von den Parteien eingenommen werden kann. Die über diesem Links-Rechts-Kontinuum liegende Kurve gibt die Häufigkeitsverteilung der Wähler an: Je mehr Wähler sich an einem dieser Ideologie-Punkte verorten, desto höher ist sie. Wähler entscheiden sich nun, für diejenige Partei, welcher sie ideologisch am nächsten sind. Anders ausgedrückt: Die Wähler minimieren bei ihrer Wahlentscheidung ihre ideologische Distanz zu einer Partei. Die Abbildung zeigt z. B. eine eingipflige (unimodale) Wählerverteilung. Die meisten Wähler befinden sich demnach in der Mitte des politischen Spektrums (Punkt M), wobei mit steigender Entfernung von der Mitte die Wählerhäufigkeit (symmetrisch) abnehmen. Da die Wählerverteilung sowohl symmetrisch als auch unimodal ist, befinden sich bei dem Punkt M nicht nur die meisten Wähler, sondern auch der Median der Verteilung. Der Medianwähler (so wird der Wähler genannt, der sich genau auf dem Median verortet) befindet sich exakt dort, wo die Wählerschaft in zwei gleich große Teile geteilt werden kann: Es befinden sich also gleich viele Wähler links vom Medianwähler wie rechts von ihm. Statistisch ausgedrückt lässt sich also sagen, dass in der Abbildung Modalwert, d. h. das Maximum der Verteilung, und Median zusammenfallen. Diese Unterscheidung ist wichtig, um die nachfolgenden Argumente der Logik des Parteienverhaltens nachvollziehe zu können.
Je weiter man sich von M aus politisch nach links bzw. nach rechts bewegt, desto weniger Wähler gibt es, die sich dort verorten. Eine solche Idealtypische Wählerverteilung entspricht am ehesten derjenigen einer entwickelten, sozial befriedeten Industriegesellschaft; man spricht von einer „nivellierten Mittelstandsgesellschaft“ (Schelsky 1953)
Ausgehende von gegeben und fixen (d. h. feststehenden) Wählerpräferenzen wird nun das Verhalten der Parteien A und B im Wesentlichen durch die Wählerverteilung bestimmt. Geht man von einer vollständigen Wahlbeteiligung aus, so werden die beiden Parteien in Richtung M konvergieren: Da sich definitionsgemäß bei M jeweils die Hälfte der Wähler links bzw. rechts hiervon befindet, haben bspw. alle Wähler, die sich links von A befinden, „keine andere Wahl“ als für A zu stimmen, da A zwangsläufig die für sie nächstgelegene Partei ist. Aus diesem Grunde kann A aber auch ungehindert weiter nach rechts Richtung M wandern, um neue Wähler hinzuzugewinnen. Sie riskiert dabei nicht den Verlust der links von ihr befindlichen Wähler. Für Partei B gilt diese Logik entsprechend umgekehrt. Der hier genannte Zusammenhang ist als sog. Medianwählertheorem bekannt geworden: Um die Wahl zu gewinnen, bewegen sich rationale Parteien auf die Position des Medianwählers zu. Allerdings ist es durchaus auch vernünftig, ja sogar weitaus realistischer, anzunehmen, dass mit steigender Distanz zwischen Partei und Wähler dessen Neigung abnimmt, diese zu wählen. Ist ein bestimmter Distanz-Stellenwert überschritten, reagiert der Wähler möglicherweise mit Stimmenthaltung. Verlässt man also die Annahme vollständiger Wahlbeteiligung, so lässt sich im Fall der Abbildung argumentieren, dass sehr weit links bzw. sehr weit rechts stehende Wähler nicht mehr A bzw. B wählen, wenn diese sich weiter Richtung M bewegen. Dennoch wäre in diesem Fall eine Konvergenz beider Parteien in Richtung M rational: Da sich bei M nicht nur der Medianwähler, sondern auch der (einzige) Gipfelpunkt der (symmetrischen) Wählerverteilung befindet, können in der Mitte mehr Wähler gewonnen werden als am Rand verloren gehen.
Otto Kirchheimer hat bereits 1965 erkannt, dass durch den wachsenden Wohlstand die traditionellen Bindungen und Beschränkungen immer lockerer wurden und so die „nivellierte Mittelstandsgesellschaft“ zu einer Entideologisierung (und Entpolitisierung) der Wähler und somit auch der Parteienlandschaft führe. Die herkömmliche Massenintegrationspartei, die eine lebenslange („von der Wiege bis zur Bahre“) politische Heimat war, wurde zunehmend von dem auch in den USA vorherrschenden Typus der catch-all party abgelöst. Solche Allerweltsparteien bieten Politik für jeden an, wie ein großes Warenhaus, und nennen sich auch oft, diesen Anspruch untermauernd, „Volksparteien“.
Unter den Voraussetzungen, dass Wähler gemäß Downs ihren Nutzen maximieren wollen, und dass eine entideologisierte, nivellierte Mittelstandsgesellschaft vorliegt (also die meisten Wähler sich mit ihren politischen Vorstellungen „in der Mitte“ befinden), führt der Stimmenwettbewerb tendenziell zu zwei großen Partien, die um die Wählerstimmen in der Mitte kämpfen (zentripetaler Wettbewerb). Nur durch ein unideologisches Wahlprogramm kann dieser Kampf um die Mitte der Gesellschaft, nicht zu verwechseln mit gemäßigten Ansichten, gewonnen werden.
Auch dieses Erklärungsmuster ist offenbar allzu einfach. Im Gegensatz zur cleavage-Theorie vermag es weder zu erklären, weshalb beispielsweise die FDP sich vom Anspruch eine „Volkspartei“ zu sein verabschiedet hat, noch kann es das Entstehen der Grünen erklären, die nie den Anspruch erhoben haben, eine solche Allerweltspartei zu sein.

## Ausblick und Kritik
Aus systemkritischer Sicht wird bemerkt, dass die in der Politikwissenschaft zur Zeit vorherrschenden Erklärungsmodelle für die Parteiensysteme, massive Defizite bezüglich der Berücksichtigung von Werten und Interessen haben. Und auch die behauptete Folgenlosigkeit des Parteienwettbewerbs und der Erhalt des Status quo (d. h. des Kapitalismus) durch die Struktur der Parteiensysteme, zu wenig thematisiert werde. Es müsse vielmehr nach den eigentümlichen Selektivitätsmustern und Schließungsprozessen von Parteiensystemen gefragt werden. Allerdings setzt eine solche Kritik ein Wissenschaftsverständnis voraus, welches nicht rein deskriptiv, sondern auch wertend sein will.
Gerade die Entwicklung der Parteiensysteme in den erst jüngst zu liberal-demokratischen Systemen gewechselten osteuropäischen Transformationsstaaten wird bezüglich der Herausbildung und Entwicklung von Parteien neue Fragen aufwerfen. Aber auch in den alteingesessenen Demokratien der westlichen Industrieländer, bleibt abzuwarten, ob sich der Trend zur entideologisierten und nivellierten Gesellschaft fortsetzt. Oder ob durch die zunehmend auseinandergehende Schere zwischen Arm und Reich – u. a. durch die immer weniger sozial abgefederte wirtschaftliche Globalisierung – und durch die sich möglicherweise selbst erfüllende Prophezeiung des „Kampfes der Kulturen“, vor dem Hintergrund des Nahostkonflikts, sich nicht doch wieder eine Re-Ideologisierung innerhalb der westlichen Gesellschaften anbahnt. Das Wiedererstarken nationalistischer Parteien in Europa und die deutlichen Wahl- und Agenda-Setting-Erfolge der Republikaner in den USA, durch Bündelung der neokonservativen Ideologie mit dem vereinfachenden Weltbild religiöser Gruppen (so genannte Evangelikale), lassen zumindest einen gegenläufigen Trend erkennen.